# یک اتفاق ناچیز
یک اتفاق ناچیز نام یک کتاب ادبی است که توسط آنتوان چخوف، نویسندهٔ اهل روسیه نوشته شده‌است.